# Linha Tronco (Estrada de Ferro Araraquara)
A Linha tronco da Estrada de Ferro Araraquara (parte da atual EF 364) possui 421 km de extensão, ligando Araraquara à Santa Fé do Sul. Até 1973, a linha tronco chegava a estação de Presidente Vargas em Rubinéia. Com a construção da Usina Hidrelétrica de Ilha Solteira, o trecho final da linha tronco foi inundado, sendo desativado.

## História
Sua construção teve início em 9 de novembro de 1896 , na cidade de Araraquara, sendo que seu projeto inicial seria a ligação desta com a então Vila de Ribeirãozinho (atualmente a cidade de Taquaritinga) em um total de 82 quilômetros. Em 1 de outubro de 1898  foi inaugurada o trecho inicial entre Araraquara e Itaquerê (hoje Bueno de Andrade), com 25 quilômetros de extensão. No ano seguinte a linha atingiria Matão e somente em 7 de dezembro de 1901 chegaria a Taquaritinga, concluindo o projeto inicial. Posteriormente a ferrovia foi sendo ampliada, mas devido aos problemas financeiros ocorridos em 1902 e 1912 na EF Araraquara (que culminaram na falência da empresa e sua encampação pelo estado de São Paulo 1919), a ferrovia, que chegaria ao em 1912 na cidade de São José do Rio Preto, teve sua expansão paralisada por 21 anos.
Nas décadas de 30, 40 e 50 a Estrada de Ferro Araraquara recebeu um pesado investimento do estado. As obras de expansão foram retomadas em 1933, sendo concluídas em 1952 quando a linha alcançou Presidente Vargas (atual Rubinéia), situada às margens do Rio Paraná. Após ter sua expansão concluída, foram iniciadas obras de retificação de trechos, modernização de estações existentes e abertura de novas estações, aquisição de novo material rodante e rebitolamento das vias (de 1,00m para 1,60m) para integrar a malha da EF Araraquara à da Linha Tronco da Companhia Paulista que possuía bitola de 1,60m.
Em 10 de novembro de 1971 a Estrada de Ferro Araraquara foi absorvida pela Fepasa. Com a construção da Usina Hidrelétrica de Ilha Solteira, o trecho final da linha tronco foi inundado, sendo a estação de Presidente Vargas desativada em 1973. Com isso o ponto final da linha tronco passou a ser a estação de Santa Fé do Sul.
A linha tronco foi ligada a nova linha da Ferronorte em 29 de maio de 1998, quando foi inaugurada a ponte rodoferroviária SP-MS que interligou as cidades de Rubinéia e Aparecida do Taboado. Nesse mesmo ano a Fepasa é incorporada à Rede Ferroviária Federal, posteriormente é efetuada a concessão do transporte de cargas à iniciativa privada. Em São Paulo, a maior parte da malha da extinta Fepasa (incluindo a linha Tronco Araraquara- Santa Fé do Sul) foi concedida à Ferroban em 1999. A Ferroban operou de forma provisória o serviço de trens de passageiros entre Araraquara e São José do Rio Preto até 15 de março de 2001, quando foi cancelado. 
Atualmente a concessão do transporte de carga dessa ferrovia foi adquirida pela América Latina Logística, empresa que incorporou a Ferroban em 2006.

## Trechos abertos ao tráfego
| Trecho                                         | Data de Abertura        | Comprimento (km) |
| ---------------------------------------------- | ----------------------- | ---------------- |
| Araraquara - Itaquerê (atual Bueno de Andrade) | 1 de outubro de 1898    | 25               |
| Itaquerê - Matão                               | 16 de março de 1899     | 16               |
| Matão - Santa Ernestina                        | 1 de abril de 1901      | 22               |
| Santa Ernestina - Taquaritinga                 | 7 de dezembro de 1901   | 19               |
| Taquaritinga - Cândido Rodrigues               | 1 de setembro de 1908   | 25               |
| Cândido Rodrigues - Fernando Prestes           | 22 de fevereiro de 1909 | 10               |
| Fernando Prestes - Santa Adélia                | 15 de junho de 1909     | 15               |
| Santa Adélia - Pindorama                       | 1 de janeiro de 1910    | 17               |
| Pindorama - Catanduva                          | 17 de maio de 1910      | 11               |
| Catanduva - Catiguá                            | 29 de novembro de 1910  | 14               |
| Catiguá - Uchoa                                | 20 de novembro de 1911  | 23               |
| Uchoa - Cedral                                 | 1 de fevereiro de 1912  | 13               |
| Cedral - Rio Preto                             | 10 de junho de 1912     | 20               |
| Rio Preto - Mirassol                           | 4 de março de 1933      | 19               |
| Mirassol - Bálsamo                             | 1 de março de 1941      | 13               |
| Bálsamo - Engenheiro Balduíno                  | 1 de setembro de 1941   | 14               |
| Engenheiro Balduíno - Cosmorama                | 15 de junho de 1943     | 32               |
| Cosmorama - Votuporanga                        | 10 de dezembro de 1944  | ?                |
| Votuporanga - Fernandópolis                    | 17 de dezembro de 1949  | ?                |
| Fernandópolis - Estrela D'Oeste                | 1 de maio de 1951       | ?                |
| Estrela D'Oeste - Jales                        | 21 de agosto de 1951    | ?                |
| Jales - Presidente Vargas (atual Rubinéia)     | 10 de outubro de 1952   | ?                |